# Stjepan Poljak
Stjepan Poljak (Stephen Lucian Polyak; Đurđevac, 13. prosinca 1889. – Chicago, 9. ožujka 1955.), hrvatski liječnik, neurolog i neuroanatom koji je djelovao u SAD-u. Smatra se jednim od najistaknutijih neuroanatoma 20. stoljeća. Kada se odselio u SAD njegovo prezime je prvotno promijenjeno u Poliak, a kasnije i u Polyak.

## Životopis
Stjepan Poljak rođen je u Đurđevcu, 13. prosinca 1889. godine. U razdoblju od 1901. do 1908. je pohađao klasičnu gimnaziju u Zagrebu. Nakon toga (1909.) odlazi u Graz na studij medicine na njihovom sveučilištu. Studije prekida zbog služenja vojnog roka i izbijanja Prvog svjetskog rata. Služio je na ruskom bojištu, a 1914. godine je bio zarobljen. Kasnije je bio radio za rusku vojsku u vojnoj bolnici u Fastivu i Vasilevsku. Godine 1916. dobio je titulu doktora znanosti na Sveučilištu u Odesi. Godine 1920. doktorirao je na zagrebačkom sveučilištu. U Zagreb u je počeo raditi kao asisten na zagrebačkoj Klinike za živčane i duševne bolesti.
Godine 1921. posjetio je Neurološki Institut u Beču, a u Londonu je radio sa sa Sir Graftonom Elliotom Smithom, u Madridu sa Santiagom Ramónom y Cajalom te u Chicagu s C. Judsonom Herrickom i Karlom S. Lashleyjem.
Trajno se seli u SAD 1928. godine. Tamo je postao pomoćnik profesora neuroanatomije na Sveučilištu u Kaliforniji (1929. – 1930.). Kasnije se prebacio na Sveučilište u Chicagu, kao pomoćnik, a kasnije izvanredni profesor neurologije (1930. – 1937.). Od 1937. do 1955. djelovao je prvotno kao suradnik, a kasnije kao redoviti profesor anatomije. 
30 godina pisao je trilogiju; prva se bavi o aferentnoj živčanom vlaknu korteksa kod majmuna, druga knjiga je o proučavanju mrežnice kod primata te treća o vidnom sustavu kod kralježnjaka. Treća knjiga je objavljena postumno. Pred kraj života objavio je svoja razmišljanja u knjizi "‘Glory to them all: recollections of a nobody".
Umro je 9. ožujka 1955. godine u Chicagu, zbog kroničnog srčanog zatajenja. Poljakov rad danas je vrlo cijenjen i često citiran. Njegov učenik bio je Arthur Earl Walker.